# 马拉松战役
马拉松战役（Machē tou Marathōnos）发生在公元前490年的一場戰役，古希臘城邦聯軍對抗波斯帝國，最終由雅典與斯巴達領導的希臘聯軍獲勝。

## 背景

### 战争的起因
波斯帝國经过三十年的征战，冈比西斯二世时，国境东达印度边境、西至爱琴海、北抵黑海、南及努比亚和印度洋。冈比西斯二世時，遭到兄弟巴爾狄亞兵變，冈比西斯二世在回師征討時神秘死亡。波斯宗室大流士一世起兵，宣稱巴爾狄亞先前已被岡比西斯二世處死，這個「巴爾狄亞」是僧人高墨達冒充。大流士結合實力派軍人，殺死高墨達，自立為帝。
大流士登基时，整个波斯帝国已经处于一种极为动荡不安的危险局面，国内叛乱四起，国外一些大国则虎视眈眈，帝国悬于分崩离析的边缘。为了避免这种结果，为了巩固自己的统治政权，大流士开始以严酷的手段镇压内乱、恢复帝国秩序、组织规模更加庞大的舰队。在所有举措中，大流士最伟大的一个策略是建立起一个覆盖整个帝国的大交通网，如此一来，帝国的军队就有了可怕的机动性。
内部叛乱平定后，大流士即开始拓展帝国疆域。国界向东越过了印度河后，大流士便着手西扩的计划，他打算拿下希腊，以完成所谓的“人种的西界”（波斯人和希腊人同为雅利安人的后代）。
希腊和波斯之间战争爆发的直接起因是爱奥尼亚叛乱。当时爱奥尼亚的米利都是波斯的殖民地，其叛乱时，雅典和埃雷特里亚曾经派出约30艘舰船援助米利都。叛乱失败后，大流士决定攻占雅典。

### 雅典城内的不安定因素
前528年，雅典城的僭主庇西特拉图逝世，他的两个儿子希庇亚斯和西帕库斯继承了他。前510年，雅典人在斯巴达国王的帮助下驱逐了暴政的希庇亚斯，由另一位贵族克利斯提尼获得政权，实行民主的统治。
希庇亚斯被放逐后逃亡到波斯宫廷中，爱奥尼亚叛乱一结束，希庇亚斯就怂恿大流士攻占雅典，他保证雅典将归顺于大流士，只要大流士答应帮助他复辟。大流士接受了希庇亚斯的提议，实际上，大流士的野心更大，他打算扶植起希庇亚斯在雅典的傀儡政权，以便孤立继而并吞斯巴达，最终侵占整个希腊。
希庇亚斯还告诉大流士，在雅典城内有一个家族阿尔克迈翁，这个家族是站在希庇亚斯这边的，他们会帮助希庇亚斯在雅典复辟。另外，雅典在爱奥尼亚叛乱时曾援助过米利都，由于害怕波斯可怕的报复，因此一些主和分子此时主张与波斯人合作。

### 波斯人的进攻计划
1. 首先征服埃雷特里亚，由于埃雷特里亚也曾参加了爱奥尼亚叛乱，并且埃雷特里亚的防御力量十分薄弱，极为容易攻陷。波斯人打算利用这次征服在精神上打击雅典人，促使雅典城内的叛乱分子义无返顾的倒向波斯方面。
2. 布置一支陆军在马拉松湾（位于雅典东北方，距离雅典25英里）登陆，对雅典造成陆上进攻的威胁，以此诱导雅典守城的陆军出城迎敌，从而城内空虚。这样一来，另一部分波斯军和雅典城内的叛乱分子就能里应外合，一举攻陷雅典城。

## 战役进程简要
1. 前490年（波斯人具体出发的时间可能介于8月底9月初之间），波斯人的舰队护送着他们的运兵船由爱琴海小亚细亚沿岸的萨摩斯（Samos）向纳克索斯出发，经过了基克拉泽斯群岛，到达欧波亚海峡。
2. 通过欧波亚海峡后，波斯舰队朝着埃雷特里亚驶去。眼看战争迫在眉睫，埃雷特里亚人决定奋起抵抗，守卫自己城市和家园，为此，他们向雅典派出使者请求援助，雅典人同意了。雅典人在组织军队的同时，也派了使者前往斯巴达和普拉蒂亚请求支援，斯巴达和普拉蒂亚都表示同意，普拉蒂亚人立刻准备了一支约为1,000人的队伍，但斯巴达人由于受了卡尼亚节（类似宗教性质的活动）的限制，他们必须在9月中旬满月期过后才能出兵。
3. 前往埃雷特里亚的波斯军此时兵分两路，由阿尔塔费尼斯率领的大约1万兵力围攻埃雷特里亚，而大提士则率领约1.5万兵力按计划在马拉松湾登陆。
4. 雅典援助埃雷特里亚的军队组织完毕后，在总司令卡利马科斯指挥下出城向北，朝埃雷特里亚进发。得悉波斯人已在马拉松湾登陆的消息，卡利马科斯急忙命令军队右转，进入环山的阿弗龙纳谷地驻军，并在那里与普拉蒂亚人的队伍会合。波斯人的军队此时驻扎在大沼地，与雅典人的驻地当中隔着卡拉德拉河，相距约6英里。
5. 两军对持了数日没有动作，这主要是因为雅典人的阵地易守难攻。照道理，雅典人应该坚守阵地以待斯巴达援军到来，在人数上与波斯军队达成一致后才展开战斗，但此时突然传来埃雷特里亚已经被攻陷的消息，这就意味着那部分本来攻击埃雷特里亚的兵力已经腾出了空，随时可能赶赴马拉松平原的战场，也可能转战围攻正值城中空虚的雅典。
6. 埃雷特里亚的陷落打破了马拉松平原上的僵局，雅典人不得不决定是否在此一战，将波斯人赶回大海，要么全体撤军回雅典，守城防御。将军之一的米太亚德主战，而另几位将军则主张回雅典，最后通过投票选举，最终达成一致决定战争。
7. 轮值的将军米太亚德提出了主要的进攻战略，他表示雅典方面在兵力上不敌波斯（雅典约1万－1.1万，波斯约1.5万），为了以防波斯军在战斗中包围雅典军，米太亚德计划加重两翼及边缘的兵力布置。
8. 战争爆发（日期可能为9月21日左右），雅典军与波斯军各自在卡拉德拉河与小沼地间的马拉松平原上摆出阵形，按照当时的常规，两军在相隔不到1英里的地方横列了两排长长的方阵。不同的是，雅典的方阵是中部减为四排，两翼则维持为五排；而波斯的方阵则从左到右都维持为五排。如此一来，兵力布置不均等的雅典军方阵在受到波斯军的均等攻击后，雅典的方阵就自然而然的出现了这么一种情况：相对于两翼，方阵中部的进攻速度显得迟缓，并且不一会儿就开始呈现溃散之势，而使波斯军能够长驱直入。深入敌阵的波斯方阵的两翼开始收缩，就像倾倒的沙漏一般陷入雅典军。两军原本横列的阵形开始纵向的发展，雅典军中部方阵后退的兵力补充在两翼上，使得两翼向前的进攻速度更快，并开始在波斯军的尾部向中心收拢，形成了两邊包围的局面。
9. 被迫挤在雅典军当中的波斯军，受到雅典军左右两面的夹击，阵形大乱，无法有效攻击，恐慌的波斯士兵最后放弃了战斗，转身往岸边的波斯战舰奔去，而雅典军此时一鼓作气的乘胜追击。到此时，这场战役的结果已经显现出来了，波斯军的败局已经无可挽回。在海岸边，来不及逃亡的波斯军不得不与追击来的雅典军再次战斗，已经毫无招架能力的波斯方面这次更是败得惨不忍睹。在损失了四成的兵力和7艘船后，大流士终于带着残兵逃到海上。
10. 另一方面，攻陷埃雷特里亚的那部分波斯军正在阿尔塔费尼斯的率领下准备在法里龙登陆进攻雅典城。因此，马拉松平原上的雅典军刻不容缓，整军赶回雅典。眼看失了先机的阿尔塔费尼斯终于放弃了进攻的计划，撤军回海上，与大提士会合后一同回去亚洲。至此，马拉松战役结束。

## 战争的影响
马拉松战役可以说是雅典，也可以说是整个希腊第一次靠自己的力量击退波斯的一场会战，对于希腊文明在之后三个世纪中所达到的光辉无比的成就而言，马拉松战役无疑是这一成就的最初的台阶。然而，对于希腊和波斯之间的战争而言，马拉松战役的胜败并不具有决定性意义，因为，希波战争一直到前449年方始结束。

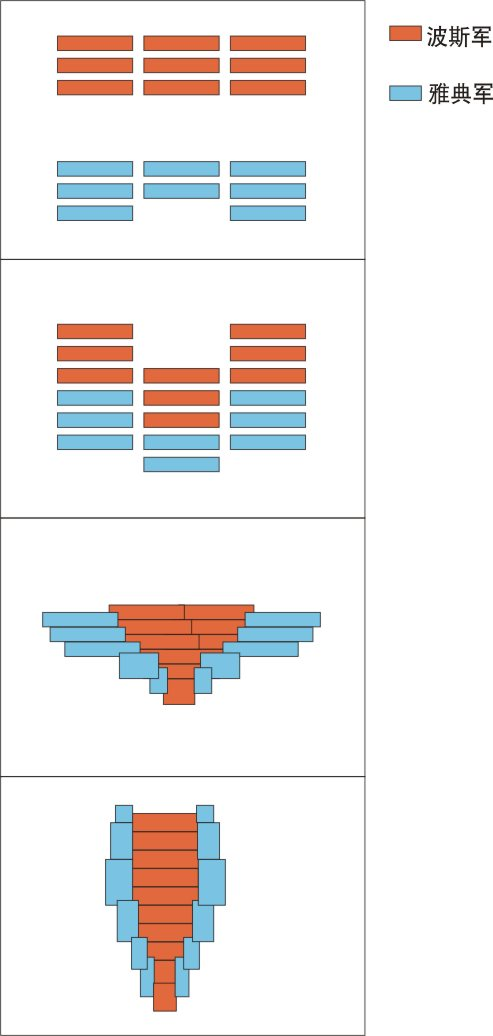
马拉松战役中希腊军与波斯军战斗模拟图

## 著名战术
雅典军之所以能够在马拉松战役中打败波斯军，主要归功于雅典军当时所排列的那种战斗序列。在这场会战中，雅典军摆出的是一种在简单平行战斗序列的基础上，加强两翼兵力的战斗序列；而波斯军只是摆出了简单平行战斗序列。随着战事的行进，雅典军的这种重两翼的平行战斗序列的中央部分开始向内凹入，最后呈现出近于垂直的战斗序列，对深入敌阵的波斯军形成两面夹击。
实际上，从重两翼的平行战斗序列到垂直战斗序列的应用，并非出于雅典军的预谋，而是随着战局的发展而自然形成的，雅典军在战斗之初会强固两翼只是出于一种防止被在兵力方面胜出三分之一的波斯军包围的考虑。两百多年后，汉尼拔在坎尼会战时，又一次采取了这种战斗序列，并且大获全胜。不过，汉尼拔对于这一战斗序列的运用是出于精心计算的，他在战斗之初便摆开了一种中央部分凹入的战斗序列，诱使敌军深入，最后将之包围殲灭。

## 典故

### 马拉松赛跑
据说，当雅典军在马拉松平原打败波斯军后，使者费里皮德斯（或稱菲迪皮德斯）由马拉松平原跑回雅典报捷，全程约42.195公里（此处可能280余碼，42.195出现于英国的一次奥运会，运动员们到达终点后再接着跑到了女王所在处，将这一数字变为小数），途中从未停顿。当费里皮德斯回到雅典，将胜利的消息转告雅典人后，当即死去。为了纪念他，希腊人在1896年第一屆現代奧運會上举行了第一次马拉松赛跑大会。